# Morte de Blair Peach
Clement Blair Peach (Napier, 25 de março de 1946 - 23 de abril de 1979) foi um professor nascido na Nova Zelândia que morreu durante uma demonstração anti-racismo em Southall, Middlesex, Inglaterra. Activista e manifestante contra a extrema direita, em abril de 1979 Peach tomou parte de uma demonstração da Liga Anti-Nazi em Southall contra a reunião para a eleição da Frente Nacional na câmara municipal e foi espancado. 
Morreu no dia seguinte no hospital de traumas na cabeça prolongados. Um inquérito devolveu um veredicto de morte por acidente em Maio de 1980. A namorada de Peach, Celia Stubbs, continuou a fazer campanha durante muitos anos por um inquérito público sobre a sua morte. O Serviço da Polícia Metropolitana chegou a um acordo fora do tribunal em 1989 com o irmão de Peach. Os relatórios da Polícia Metropolitana sobre a morte de Blair Peach, identificando a responsabilidade provável de um dos seus próprios oficiais, foram colocadas publicamente a 27 de abril de 2010.

## Biografia
Peach nasceu na Nova Zelândia. Estudou na Universidade Victoria de Wellington e foi durante um tempo co-editor da revista literária Argot com os seus colegas de casa Dennis List e David Rutherford. Trabalhou como bombeiro e como servente num hospital na Nova Zelândia antes de se mudar para Londres em 1969. Tornou-se professor na Escola Phoenix em Bow, East London, uma escola para necessidades especiais, trabalhando lá desde 1969 até à sua morte 10 anos depois. Na altura da sua morte era um membro activo da Associação Socialista de Professores na União Nacional de Professores, e um membro do Partido Socialista de Trabalhadores.

### O activismo e a morte
Peach era um membro activo da Associação de Professores de East London, um ramo da União Nacional de Professores, e tornou-se o seu presidente no último ano da sua vida. Em 1974, foi acusado de comportamento ameaçador depois de desafiar uma recusa pública local de servir clientes negros, mas foi absolvido.
Peach tornou-se um militante e activista contra a extrema direita e as organizações neonazistas. Ele frequentou uma manifestação dada pela Liga Anti-Nazi fora da câmara municipal em Southall na segunda-feira, 23 de abril de 1979, Dia de São George, juntado-se a 3,000 protestantes contra a reunião da Frente Nacional a ter lugar na câmara municipal, no seguimento da eleição geral de 1979. A demonstração contou com a presença de mais de 2,500 polícias, e tornou-se violenta; mais de 40 pessoas, incluindo 21 polícias, foram feridos e 300 presos. Peach ficou inconsciente numa rua lateral, na junção entre a Avenida Beachcroft e a Avenida Orchard e morreu no dia seguinte no Hospital Ealing. Outro manifestante, Clarence Baker, um cantor da banda de reggae Misty in Roots, permaneceu em coma durante 5 meses.

### Protestos consequentes e generalizados
Dias depois da morte de Peach, 10 000 marcharam pelo sítio onde ele desmaiou. O agora demolido Cinema Dominion, onde o corpo estava em repouso, foi visitado por 8 000 siques na véspera do funeral de Peach. 10 000 pessoas foram ao seu funeral, que teve lugar 51 dias depois de 23 de abril. A reacção pública à morte de Peach, e outras tensões raciais secretas incluindo o excessivo uso da Lei Sus pela polícia, acabou por levar ao motim de Brixton em 1981 e a um inquérito público por Lord Scarman.

## O Relatório Cass e inquérito judicial
Uma equipa de 30 detectives da Polícia Metropolitana, liderada pelo Comandante John Cass, conduziu uma investigação interna sobre a morte de Peach. O relatório do patologista indicou que o crânio fracturado de Peach não era resultado do uso de um cacetete, e sugeriu que Peach pode ter sido espancado por um baton de borracha ou por uma mangueira cheia de chumbos; armas não autorizadas. A investigação de Cass à sede do Grupo de Patrulha Especial da Metropolitana (SPG) revelou uma grande quantidade de armas não autorizadas, incluindo vários cacetetes e facas ilegais, dois pés de cabra, um chicote, um barril de madeira de 90 centímetros, e um pau de chumbo e pele. Um oficial foi descoberto a tentar livrar-se de um cacetete de metal; contudo, foi provado que não foi a arma que matou Peach. Outro oficial foi descoberto como sendo um apoiante Nazi. Também foi descoberto que um oficial presente nos motins, que estava totalmente rapado no dia 23 de Abril, decidiu deixar crescer uma barba, enquanto que outro tirou o seu bigode que ostentava no dia 23 de abril, no dia da morte de Peach. Outro oficial recusou-se a participar num alinhamento de identificação, e todos os uniformes dos oficiais da polícia tinham sido limpos a seco antes de serem inspeccionados.

### Conclusões confidenciais mostram culpa na polícia
Os relatórios de Cass foram libertados e foi reportado que ele tinha limitado os suspeitos a 6 oficiais da SPG, acreditando que um deles tinha matado Peach. Foi dito pelos activistas que o investigador do homicídio, Doutor John Burton, ignorou relatórios que Peach foi morto por um oficial ainda antes do inquérito ter terminado.

### O desdém controverso do investigador com as provas que culpavam a polícia
O investigador decidiu recusar que detalhes do relatório de Cass fossem submetidos como provas. Burton depois escreveu várias cartas ao Secretário de Estado, Lord Chancelor e Promotor Geral, atacando o que ele acreditava ser uma fabricação bem organizada a ser espalhada sobre a morte de Peach. As cartas acusavam as organizações da imprensa como a BBC de promover "propaganda corrupta". Ele continuou a desprezar as declarações das testemunhas, dizendo que algumas estavam corrompidas porque estavam "totalmente politicamente comprometidas com o Partido Socialista dos Trabalhadores" e ignorou as suas provas como "fabricação". Ele também disse, referenciando algumas das testemunhas siques, que eles "não tinham experienciado o sistema inglês" para darem provas viáveis. O comportamento de Burton foi descrito por um oficial do Ministério do Interior como "extremamente irado", e resistiu a chamadas para o pedido de reunir um júri até que foi forçado pelo tribunal de recursos. Burton estava preocupado que o inquérito fosse roubado pela "extrema esquerda". O júri do inquérito devolveu um veredicto de morte por acidente a 27 de Maio de 1980, fazendo com que a namorada de Peach, Celia Stubbs, dissesse que o polícia que alegadamente administrou a pancada fatal tinha ficado "livre de castigo". Onze testemunhas disseram ter visto membros da SPG a bater em Peach.

#### O Serviço Civil esconde o comportamento prejudicial do investigador
Depois do inquérito Burton escreveu um grande artigo intitulado The Blair Peach Inquest - the Unpublished Story (O Inquérito de Blair Peach - a História Não Publicada) e tentou publicá-lo até que foi convencido pelos funcionários públicos que o relatório poderia "desacreditar a imparcialidade dos investigadores em geral e do Dr. Burton em particular".

### O relatório de Cass finalmente publicado 30 anos depois de ter sido escrito
Em junho de 2009, a Autoridade da Polícia Metropolitana decidiu publicar o inquérito interno original da polícia sobre a morte de Peach no fim do ano. Em dezembro de 2009, o Serviço de Acusação da Coroa estava a rever o relatório interno e disse que ia avisar a polícia quanto à questão de saber se deviam ser tomadas medidas adicionais.
Os relatórios sobre a morte de Blair Peach foram publicados no website da Polícia Metropolitana a 27 de Abril de 2010. A conclusão foi que Blair Peach foi morto por um oficial da polícia, mas que os outros oficiais da polícia da mesma unidade tinham recusado cooperar com o inquérito mentindo aos investigadores, tornando impossível identificar o verdadeiro assassino.

### Oficial E
O relatório da Polícia Metropolitana disse que o polícia da SPG, identificado como Oficial E, foi "quase de certeza" o que matou Peach. Alan Murray, na altura um inspector encarregue da Unidade Um da SPG e agora um professor académico em Responsabilidade de Contas e Empresas na Universidade de Sheffield, admitiu que acreditava ser ele o Oficial E, mas negou ter morto Peach. Murray foi descrito no relatório como "jovem e poderoso", mentiu aos investigadores, e recusou-se a participar nos alinhamentos de identificação.

## Memoriais
Uma escola primária em Southall foi mais tarde chamada de Blair Peach.
"Reggae Fi Peach", uma música no álbum de Linton Kwesi Johnson, Bass Culture, retrata a morte de Blair Peach na forma de poesia. Os The Ruts comemoraram a sua morte na música "Jah War". O álbum dos 2 Tone The 2 Tone Story é dedicada em sua memória. Hazel O'Connor escreveu "Calls the Tune" em sua memória.
A letra da música de 1980 dos The Pop Group, Justice (do seu álbum For How Much Longer Do We Tolerate Mass Murder?), pergunta "Quem matou Blair Peach?".
Ralph McTell escreveu a música Water of Dreams em 1982.
Chris Searle editou One for Blair em 1989.
O Prémio Blair Peach foi organizado pela União Nacional de Professores em 2010 para comemorar o antigo membro da União e como reconhecimento pelo trabalho exemplar dos actuais membros nas escolas e ramos da União pelas questões de igualdade e diversidade